# Acalypha ambigua
Acalypha ambigua é uma espécie de flor do gênero Acalypha, pertencente à família Euphorbiaceae.